# BattleTech: A Game of Armored Combat
BattleTech: A Game of Armored Combat è un videogioco per la console Sega Mega Drive, uscito nel 1994. Nel 1995 ne fu creato un porting per Nintendo SNES, chiamato MechWarrior 3050 (in ambito europeo) e BattleTech 3050 (バトルテック3050?, BattleTech 3050) in Giappone (1996).
BattleTech: A Game of Armored Combat è uno sparatutto in terza persona con visuale isometrica ed è ispirato al gioco da tavolo BattleTech, dell'editore FASA; dispone di una colonna sonora creata dal compositore e sound designer statunitense Keith Arem.

## Trama

### Premessa
L'ambientazione generale è quella di BattleTech, dove l'umanità ha colonizzato una larga porzione di Via Lattea, poi suddivisa in Stati interstellari controllati da dinastie nobiliari guerrafondaie. In conseguenza di ciò, la galassia è divenuta teatro di ostilità interminabili. I mech detti BattleMech, macchine imponenti e avanzate, in genere antropomorfe, condotte da un'élite di piloti chiamati MechWarrior, divennero determinanti sui campi di battaglia. 
Nel 3050, una grave minaccia proveniente dalla remota Deep Periphery, determina l'urgenza d'una robusta coalizione fra le Casate: senza accantonare le ostilità e unire le armate, risulterebbe infatti improbo fermare l'Invasione dei Clan, il piano di guerra messo in atto dai discendenti di un'antica e avanzata forza militare della Inner Sphere, tornati dal loro esilio durato due secoli e mezzo.
Nel corso dell'Invasione dei Clan, sotto la guida del comandante Galattico Craig Ward, nel 3050 un MechWarrior, comandante Stellare appartenente al Clan Wolf, viene incaricato di portare a termine un'operazione avente come fine l'eliminazione di alcune attività della Inner Sphere, valutate una minaccia per i Clan. Le missioni si svolgono sui pianeti Alshain, Satalice, Ridderkirk e Avon e in una regione appartenente alla ComStar.

### La storia
In seguito al primo briefing con il comandante Ward, il MechWarrior viene inviato sul pianeta Alshain, con l'obiettivo di mettere fuori causa quattro strutture nemiche: un impianto radar minato, una base aerea, un deposito di mech e carrarmati e un compound, dove è tenuto prigioniero un capitano Stellare dei Clan. Distrutte le prime tre strutture, a tutela dell'ultima, l'ufficiale MechWarrior trova stanziata, un'unità della 14ª Legione di Vega, reggimento di BattleMech in forza alla Lega Draconis. Entrato nel perimetro della struttura detentiva, disabilitandone la schermatura laser, il MechWarrior trova e libera il capitano Stellare lì detenuto, unico in grado di disattivare la porta corazzata del compound. Dopo aver avuto accesso alla zona più interna del complesso, il MechWarrior rade al suolo il compound.
Il completamento con successo della prima missione comporta la promozione del MechWarrior al grado di capitano Stellare.
Su Satalice (mondo in gran parte ricoperto da pianure vulcaniche costellate da pericolosi pozzi lavici), la missione ha per oggetto la localizzazione e l'annientamento di due basi di lancio, azioni da eseguire al di sotto di tre minuti di tempo, prima che alcune navi cargo lascino il pianeta. L'obiettivo successivo, concerne la demolizione di fabbriche e di alcuni depositi di materie prime, con la cautela di non innescare una reazione a catena (legata alla presenza di mine), che causerebbe una catastrofe planetaria. A protezione degli impianti è presente un reparto del 4° Kavalleri, reggimento di BattleMech della Repubblica Libera di Rasalhague.

Al termine della missione, il MechWarrior viene promosso a colonnello Stellare.
Sbarcato su Ridderkerk, la superficie ghiacciata della zona mostra subito quanto sia difficile manovrare un BattleMech in quelle condizioni. Anche l'azione di un'arma da fuoco, risulta essere assai problematica: il rinculo infatti, causa uno slittamento del mech nella direzione opposta; l'area è anche circondata da pareti provviste di spuntoni i quali, se urtati, danneggiano il mezzo. Nel briefing, il comandante Ward assegna al MechWarrior il compito d'individuare ed eliminare cinque stazioni di disturbo radar, un centro di ricerche e la base nemica principale, tutti edifici strategici appartenenti al Commonwealth Federativo. Sono i BattleMech del 1° Regolari Lirici, a tentare di proteggere tali costruzioni, ma senza esito.
Pianeta Avon: in una giungla disseminata di mine, il MachWarrior dei Clan deve prima ritrovare e quindi assemblare, le quattro parti di cui è costituito un ordigno esplosivo. Una volta raccolti tutti i componenti, la bomba si attiva automaticamente e si ha a disposizione solo mezzo minuto di tempo per depositarla innanzi all'accesso principale blindato della fabbrica di Navi da Sbarco (traguardo della missione) e allontanarsi prima della detonazione. In seguito, si arriva allo scontro con i mech leggeri del 5º Reggimento Fantasma, della Lega Draconis, che difendono la fabbrica.

Conclusa la missione con successo, il MechWarrior sale al rango di comandante Galattico.
Su di un mondo della ComStar per la parte finale dell'intera operazione, l'ufficiale MechWarrior abbatte alcune stazioni di disturbo radar, per ripristinare il proprio sistema di rilevamento e recuperare dieci "contenitori genetici" dei Clan, da edifici difesi da reparti della 394ª Divisione delle Com Guards, unità d'élite del braccio militare della ComStar, completando in questo modo, tutti gli obiettivi dell'operazione pianificata contro la Inner Sphere.

## Modalità di gioco
La campagna giocatore singolo consta di 5 missioni. Diversi sono i traguardi da raggiungere: localizzazione e smantellamento di strutture, abbattimento di mezzi ostili, interruzione del funzionamento di sistemi difensivi, ecc. Il giocatore avanza nella gerarchia militare, dopo aver compiuto con successo le missioni.
Il gioco offre anche una modalità cooperativa a due giocatori (chiamata "Dual Start"), ove, in split-screen, uno di loro controlla la metà inferiore del mech (il movimento), mentre l'altro ha il comando del torso (il quale può ruotare sul stesso con un certo angolo) e apre il fuoco sui bersagli.